# Trịnh Căn
 (octobre 2018).
Si vous disposez d'ouvrages ou d'articles de référence ou si vous connaissez des sites web de qualité traitant du thème abordé ici, merci de compléter l'article en donnant les références utiles à sa vérifiabilité et en les liant à la section « Notes et références ».
Trịnh Căn (1633-1709), connu également sous le nom du prince Dinh Nam (vietnamien : Định Nam Vương), est le maire du palais du Đại Việt (ancêtre du Viêt Nam) de la dynastie Lê et chef de la famille des Trịnh. Il règne de 1682 à 1709.

## Empereurs
- Lê Hy Tông
- Lê Dụ Tông